# Avalanche
Az Avalanche egy decentralizált, nyílt forráskódú proof-of-stake blokklánc okosszerződés funkciókkal. A platform natív kriptopénze az AVAX.

## Története
Az Avalanche egy olyan protokollként indult, amely a konszenzus megoldására szolgál a megbízhatatlan gépek hálózatában, ahol a meghibásodások crash-fault vagy Byzantine jellegűek lehetnek. Az InterPlanetary File System (IPFS) oldalon 2018 májusában osztotta meg először a protokoll alapjait egy "Team Rocket" álnevű rajongói csoport.
Az Avalanche-ot később a Cornell Egyetem kutatói fejlesztették ki Emin Gün Sirer és Maofan "Ted" Yin és Kevin Sekniqi doktoranduszok vezetésével. A kutatási szakaszt követően egy startup technológiai vállalatot alapítottak, hogy olyan blokklánc-hálózatot fejlesszenek ki, amely megfelel a pénzügyi iparági követelményeknek. 2020 márciusában az Avalanche konszenzusprotokoll AVA kódbázisát (Developer Accelerator Program vagy AVA DAP) nyílt forráskódúvá tették, és elérhetővé tették a nyilvánosság számára.
2020 szeptemberében a vállalat kibocsátotta az Avax natív tokenjét is.
2021 szeptemberében az Ava Labs alapítvány az AVAX kriptopénz megvásárlásával 230 millió dolláros befektetést kapott a Polychain és a Three Arrows Capital alkotta csoporttól.
2021 novemberében, a Deloitte-tal kötött, az amerikai katasztrófaelhárítás finanszírozásának javítását célzó megállapodást követően az Avalanche blokklánc bekerült a top 10 kriptovaluta közé a kapitalizáció tekintetében.
2022 augusztusában a "Crypto Leaks" nevű informátor közzétett egy jelentést, amelyben az Ava Labst egy ügyvédi irodával kötött titkos üzletekkel vádolta, amelyek célja az Avalanche versenytársainak jogi destabilizálása volt. Az Ava Labs vezérigazgatója, Emin Gün Sirer tagadta, hogy bármilyen piszkos üzletet kötött volna a Roche Freedmen ügyvédi irodával.
2023 januárjában bejelentették az Avalanche és az Amazon közötti partnerséget az Avalanche infrastruktúrájának és decentralizált alkalmazás ökoszisztémájának fejlesztése érdekében.
2023 februárjában az indiai Loco játékstreaming platform összefogott az Avalanche blokkláncával.

### Protokoll
A protokoll négy alapvető, egymással összefüggő mechanizmussal rendelkezik, amelyek a konszenzus eszköz strukturális támogatását alkotják. Ez a négy mechanizmus a Slush, Snowflake, Snowball és Avalanche. A véletlenszerű mintavételezés és a metastabilitás alkalmazásával a tranzakciók megállapításához és fennmaradásához új protokollcsaládot képvisel. Bár az eredeti tanulmány egyetlen protokollra, nevezetesen az Avalanche-ra összpontosított, implicit módon bevezette a szavazáson alapuló vagy kvórumalapú konszenzusprotokollok széles spektrumát, amelyet Snow-családnak neveztek el.
Míg az Avalanche egyetlen példányt jelent, úgy tűnik, hogy a Snow család képes általánosítani az összes kvórumalapú szavazási protokollt a replikák vezérlésére. A korábbi kvórumalapú munkákkal ellentétben a Snow család lehetővé teszi a tetszőlegesen paraméterezhető hibavalószínűséget a kvórum metszéspont szintjén. A szabványos kvórumalapú protokollok ezt a hibavalószínűséget pontosan nullának határozzák meg, de a kvórum metszéspontjában történő hibák bevezetésével a konszenzusos protokolltervezés szélesebb körű lehetőségei állnak rendelkezésre.

### Feltételezések
Míg a Snow család elméletileg általánosítható a kvórumalapú protokollok által korábban tett feltételezések minden osztályára, a formalizációs dokumentum az Avalanche-ot aszinkron hálózat alatt elemzi Byzantine (bizánci) környezetben. A feltételezések a következők:

#### Processzorok
- A processzorok tetszőleges sebességgel működnek.
- A processzorok tetszőleges, akár bizánci hibákat is tapasztalhatnak.
- A stabil tárolóval rendelkező processzorok a hibák után újra csatlakozhatnak a protokollhoz.
- A processzorok összejátszhatnak, hazudhatnak, vagy más módon megpróbálhatják felforgatni a protokollt.[11] (Vagyis a bizánci hibák megengedettek.)

#### Hálózat
- A processzorok üzeneteket küldhetnek bármelyik másik processzornak.
- Az üzenetek küldése aszinkron történik, és tetszőlegesen hosszú ideig tarthat a kézbesítésük.
- Az üzenetek elveszhetnek, átrendeződhetnek vagy duplikálódhatnak.
- Az üzenetek kézbesítése nem sérül, azaz a támadó nem tud digitális aláírást hamisítani.

### Konszenzus
Az Avalanche konszenzus algoritmus egy kifinomult megközelítés a konszenzus elérésére a különböző blokklánchálózatokban. Randomizált szavazási rendszert használ a tranzakciók gyors megerősítéséhez, a nagy áteresztőképesség eléréséhez és a felosztások kockázatának csökkentéséhez. Ez a megközelítés lehetővé teszi alhálózatok létrehozását is, amelyek önállóan működhetnek saját validátorokkal és paraméterekkel.
A konszenzusmechanizmus egy sor alprotokollt is magában foglal, köztük az Avalanche-X, Avalanche-C és Avalanche-P protokollokat, hogy gyors, biztonságos és decentralizált tranzakciókat érjen el a hálózatán. Az Avalanche konszenzus kevesebb mint egy másodperc alatt képes megerősíteni a tranzakciókat, és másodpercenként több ezer tranzakcióra (TPS - transactions per second) skálázható, így az egyik leggyorsabb és legjobban skálázható konszenzusmechanizmus a blokklánciparban.